# Antennarius commerson
Az Antennarius commerson a sugarasúszójú halak (Actinopterygii) osztályának horgászhalalakúak (Lophiiformes) rendjébe, ezen belül a csáposhal-félék (Antennariidae) családjába tartozó faj.

## Előfordulása
Az Antennarius commerson előfordulási területe a Vörös-tengerben, valamint az Indiai- és a Csendes-óceánban van. A Dél-afrikai Köztársaságtól kezdve, egészen Panamáig fellelhető. Elterjedésének északi határa Japán déli része és Hawaii, míg déli határa a Lord Howe-szigetcsoport és a Társaság-szigetek.

## Megjelenése
Ez a hal elérheti a 45 centiméteres hosszúságot is. A hátúszóján 3 tüske és 12-13 sugár van, míg a farok alatti úszóján nincs tüske, viszont 8 sugár látható. A különböző példányok, változó színűek lehetnek. Míg egyesek vörösek vagy narancssárgák, más fajtársaik zöldek, barnák, vagy akár feketék. A homlokán vagy a feje tetején „csalibot” ül. Nemének az egyik legnagyobb faja.

## Életmódja
Trópusi és tengeri, fenéklakó halfaj, amely a korallzátonyok közelében él. 1-70 méteres mélységekben található meg, azonban a legtöbb példány 20 méter mélyen él. A lagúnákat és korallszirteket kedveli, ahol csalijával magához vonzza táplálékát, a nála kisebb halakat. A magányos állat a szivacsok (Porifera) között is jól érzi magát.

## Szaporodása
Az ikráit hosszúkás, szalagszerű, nyálkás váladékba rakja, amely szabadon lebeg a vízben.

## Felhasználása
Ennek a halfajnak nincs halászati értéke.

## Képek

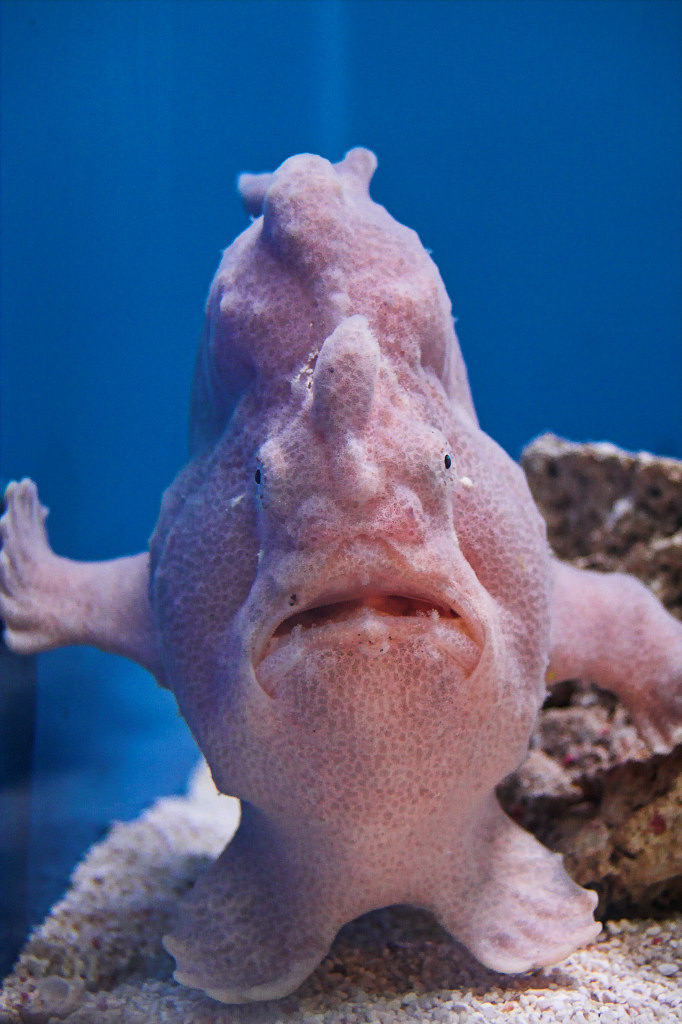
Különböző
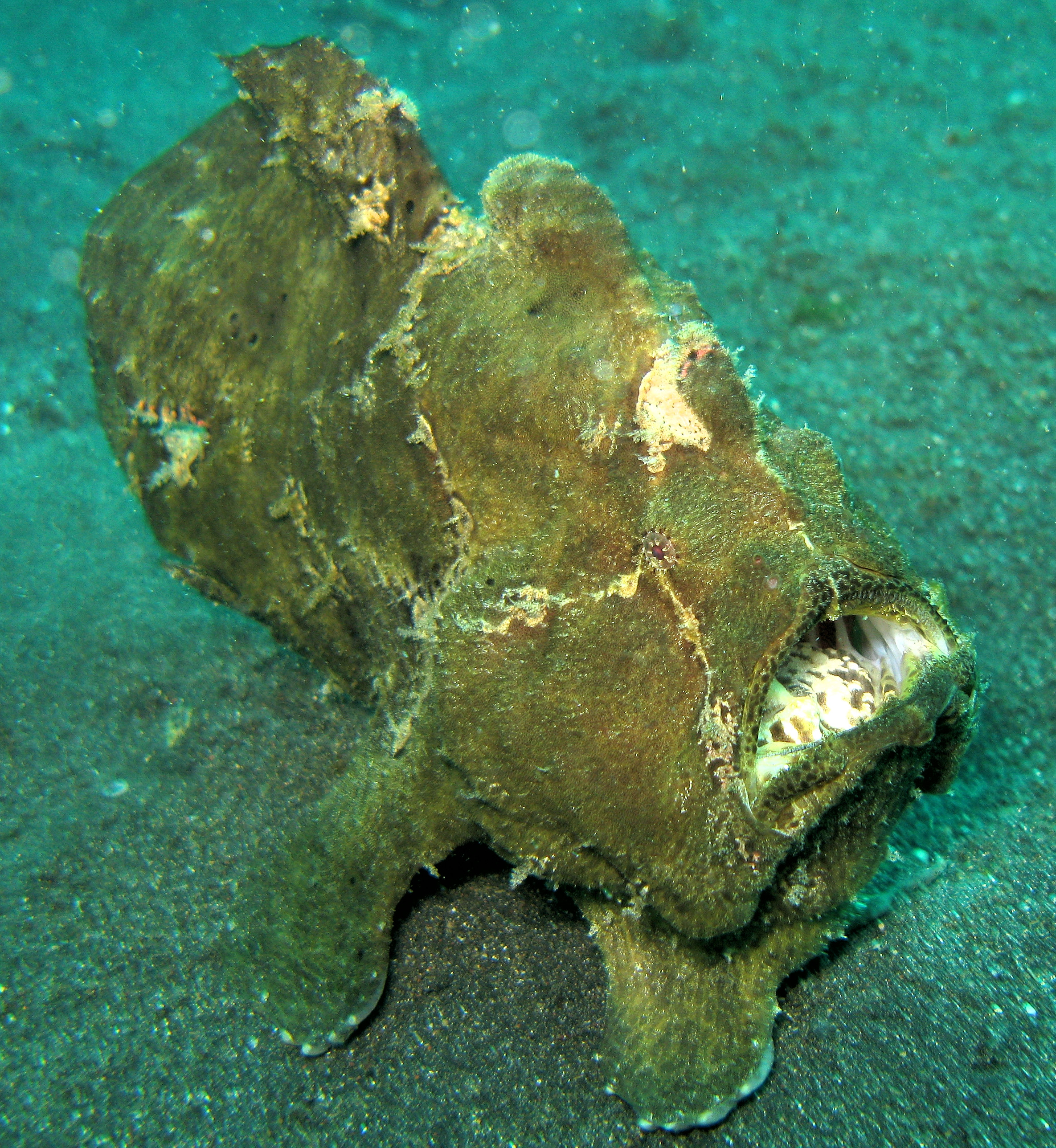
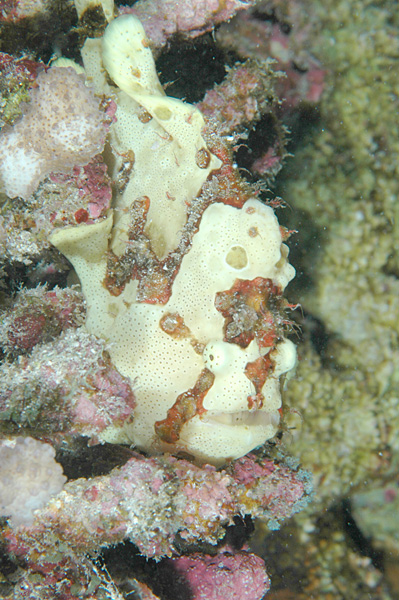
színekben
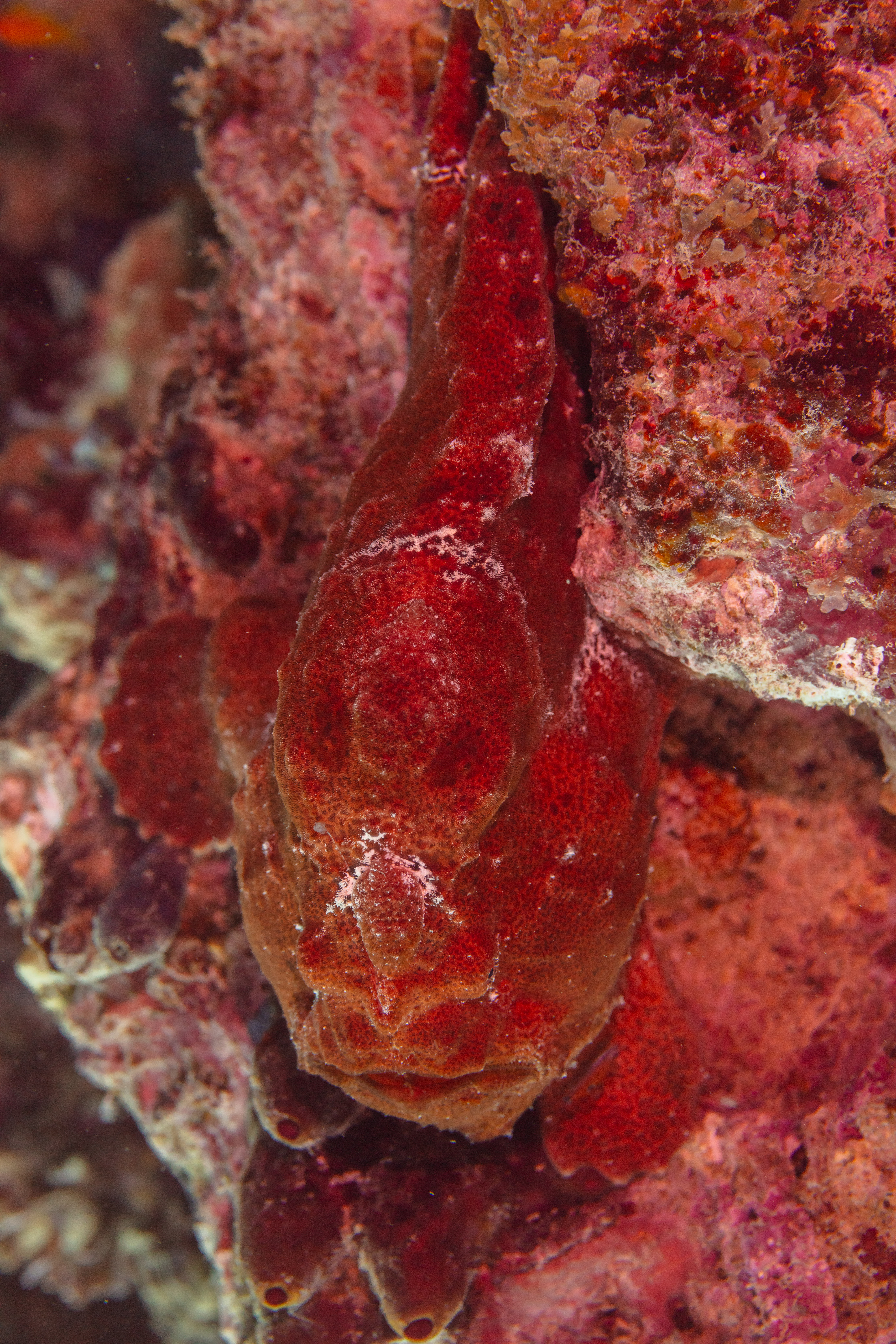
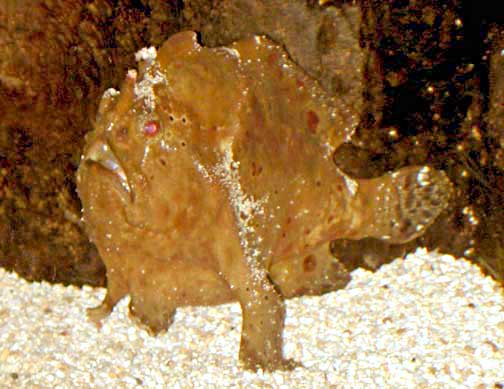
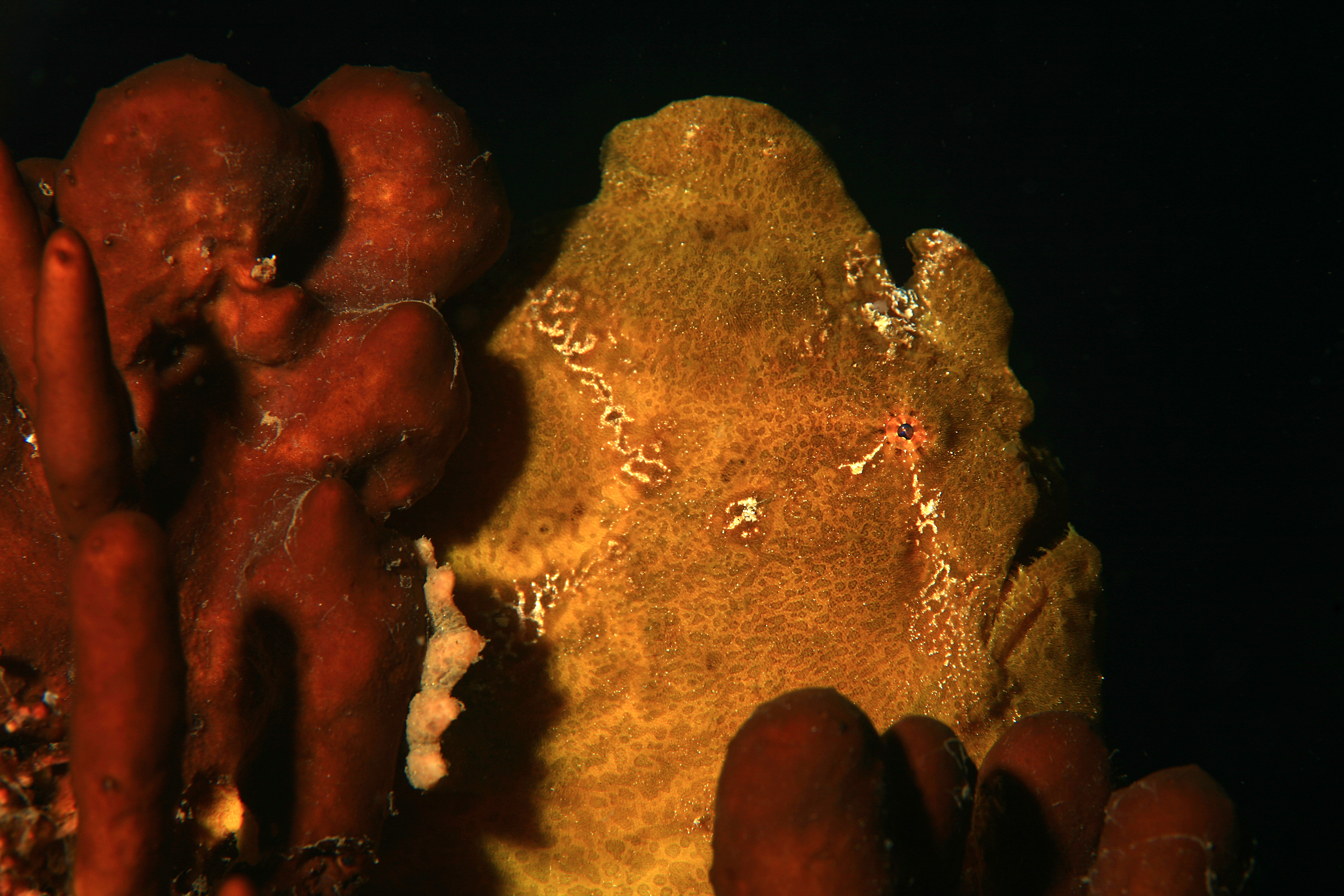
A szivacsok társaságában
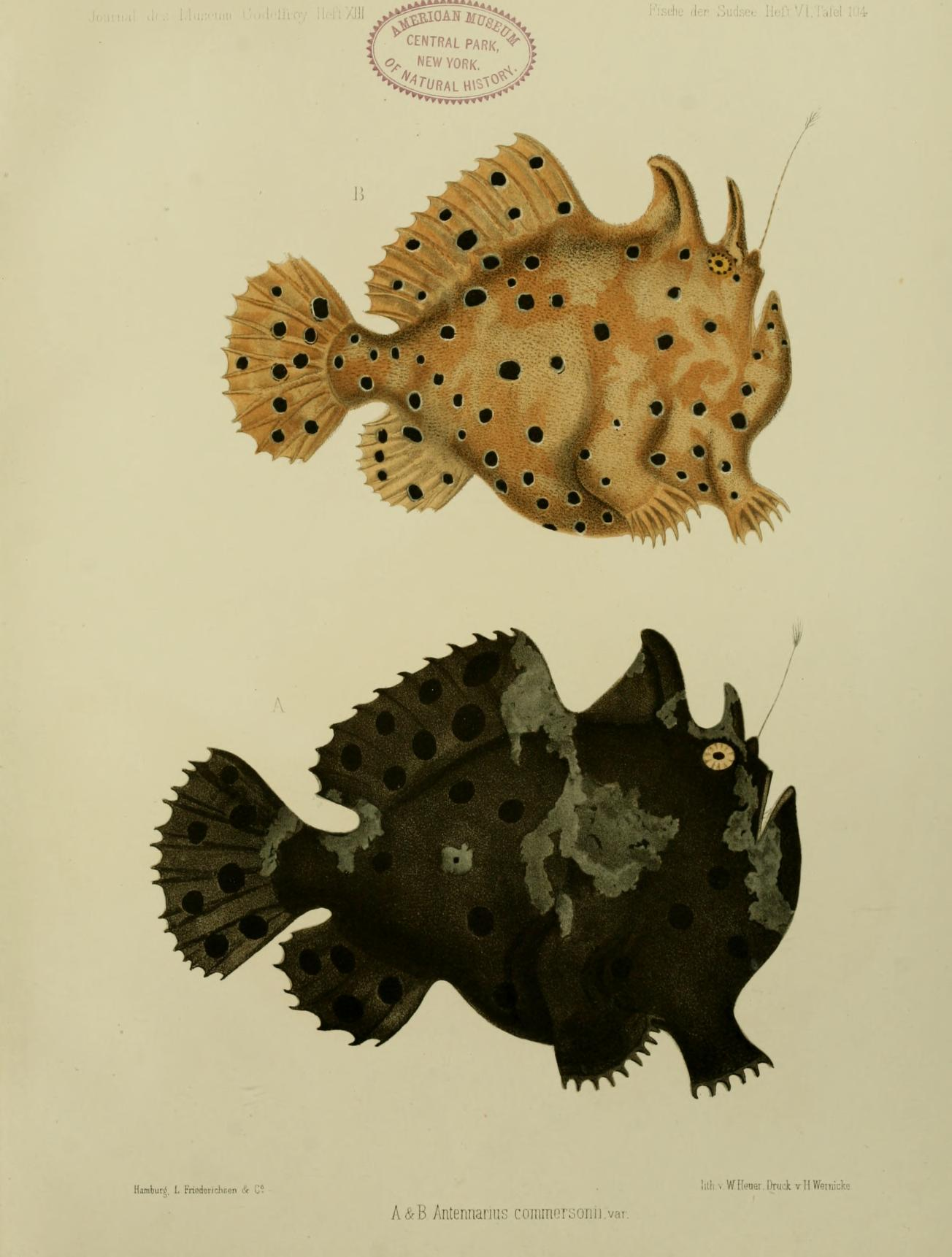
Rajzok a
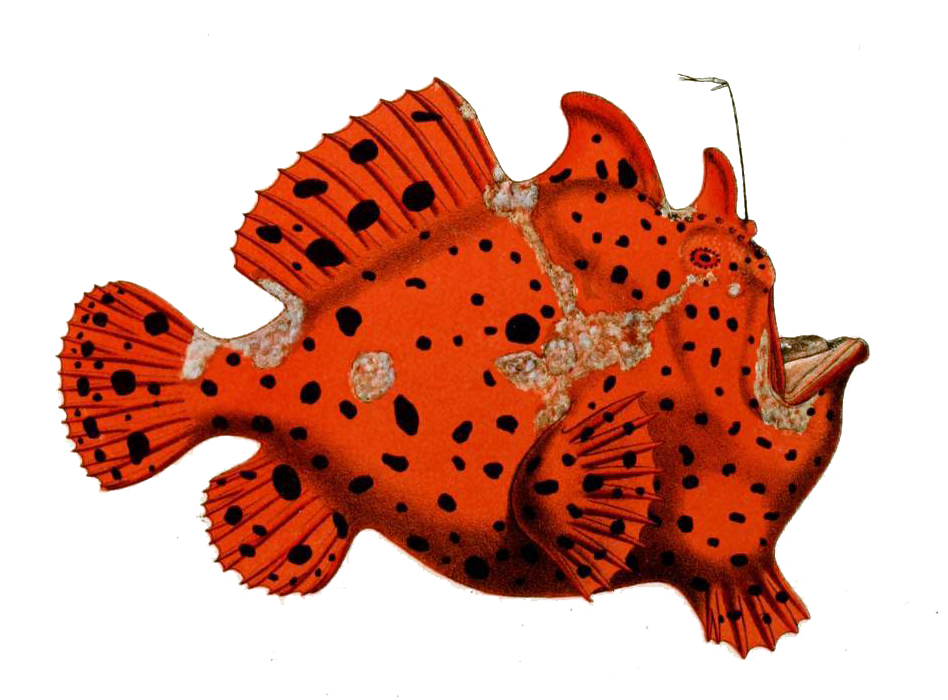
halról